# Minuta milczenia (film)
Minuta milczenia (org. Минута молчания) – radziecki film obyczajowy z 1971 roku w reżyserii Igora Szatowa na podstawie powieści Anatolija Rybakowa pt. Неизвестный солдат (pol. Krosz szuka bohatera).

## Opis fabuły
ZSRR lat 60. XX w. Robotnicy budujący szosę natrafiają na zapomniany grób. Jeden z budowniczych pamięta, że jest to pochówek żołnierza poległego w walkach z Niemcami podczas ostatniej wojny. Budowlańcy postanawiają przenieść i odnowić pochówek, ale nazwisko żołnierza umieszczone na drewnianej tablice po latach uległo zatarciu. Zadanie ustalenia kim był otrzymuje młody pomocnik mierniczego imieniem Sierioża. Idąc tropem starej fotografii, którą odnajduje w izbie pamięci w miejscowej szkole, poznaje losy grupki radzieckich żołnierzy, którzy w lecie 1941 uciekając przed niemieckim atakiem w pewnym momencie znajdują się poza liniami wroga. Próbując się przedrzeć, stopniowo wszyscy oni giną w nierównej walce, śmiercią bohaterów.

## Obsada aktorska
- Jurij Kuzmienkow – sierż. Bokariew
- Iwan Łapikow – szer. Krajuszkin
- Jewgienij Bykadorow - szer. Ogorodnikow
- Władimir Iwanow – szer. Wakulin
- Władimir Strachow – szer. Łykow
- Jurij Katin-Jarcew – Sidorow
- Władimir Sielezniow – Woronow
- Gieorgij Rudski – Jurij
- Nikołaj Wołkow – Struczkow
- Walentyna Kucenko – nauczycielka matematyki
- Alewtina Rumiancewa – Michjejewa
- Galina Fiedotowa – Irina Płatonowna
- Anatolij Romaszyn – Walerij Krajuszkin – syn szer. Krajuszkina
- Larysa Iljuszyna – Zoja, wnuczka szer. Krajuszkina
- Aleksandr Kawalerow – Sierioża
- Olga Markina – sekretarka Struczkowa
- Jelizawieta Nikiszczychina – Kława
- Lubow Tarasowa – Njurka
- Wadim Gusiew – Michiejew
- Aleksandra Tierochina – Sofia Pawłowna
- Wiera Alchowska – Marija Ławrientiejewna
- Lidia Olszewska – matka sierż. Bokariewa
- Maryna Gawryłko – sąsiadka Bokariewej
- Aleksiej Mironow – niepalący szofer
- Piotr Polew – prelegent na nardzie u Struczkowa
- Nadieżda Samsonowa – pracownica budowy
- Stiepan Usin – kupujący dom
- Misza Żarow – Witja (wnuczek Sofii Pawłowny)
- Jurij Drużynin – adorator Iriny
- Olga Markina – sekretarka Struczkowa

i inni.